# Noordmeulen (Steenvoorde)
De Noordmeulen of Moulin du Nord is een windmolen in de gemeente Steenvoorde in het Franse Noorderdepartement. De molen staat een kilometer ten noordwesten van de stadskern van Steenvoorde, bij de weg naar Wormhout. Het is een houten staakmolen die gebruikt werd als korenmolen.
Het exacte bouwjaar van de molen was niet meer bekend, maar bij restauratiewerken werd het jaar 1576 teruggevonden. Er werden wel notariële akten uit 1711 en 1713 met vermelding van de huidige naam teruggevonden. De molen werd in 1953 echter verlaten en raakte bovendien in 1959 al beschadigd. De laatste molenaar en eigenaar overleed in 1964 en de molen werd verkocht in 1968, maar raakte in verval. In 1975 werd de gemeente Steenvoorde eigenaar en in 1977 begon men aan de restauratie. Na zware schade bij het begin van de restauratie werd de molen heropgebouwd. De Noordmeulen werd ingehuldigd in 1984. In 1977 werd de molen bovendien ingeschreven als monument historique.